# Chouette-pêcheuse de Pel
Scotopelia peli
Espèce
Statut de conservation UICN

 LC  : Préoccupation mineure
Statut CITES
Synonymes
Bubo peli  (Bonaparte, CLJL 1850)
La Chouette-pêcheuse de Pel (Scotopelia peli; anciennement Bubo peli) est une espèce d'oiseaux d'Afrique subsaharienne assez rare, peu connue et aussi particulière. Contrairement à plusieurs autres chouettes elle ne se nourrit que de poissons, batraciens et crustacés. Elle se sert d'un arbre comme perchoir pour repérer ses proies. Elle est surtout nocturne, ressemble un peu à un faucon et n'a pas de plume sur les pattes puisqu'elle les plonge dans l'eau régulièrement.

## Description
C'est une chouette assez imposante. Son envergure peut atteindre 1,60 m et elle pèse plus de 2 kg pour une taille de 50 à 60 cm,.
Elle est de coloration majoritairement brun-rousse, avec des zones chamois finement striées de noir. Il faut noter que les variations de teinte sont très larges, pouvant aller du brun pâle à un roux presqu'orangé. Les juvéniles ont un duvet blanc sale; le plumage semblable à celui des adultes, quoiqu'en plus pâle, s'acquiert à partir de 10 mois.
Les chouettes de Pel n'ont pas d'aigrettes, mais les longues plumes du haut de la tête peuvent donner l'impression que la calotte est ébouriffée. Le disque facial est peu marqué. Les yeux sont d'un noir profond.
En vol l'oiseau est grand, avec des ailes larges et une tête qui paraît sensiblement plus petite. Le vol est bruyant, au contraire de la plupart des rapaces nocturnes. En effet, la chouette de Pel étant un piscivore elle n'a pas besoin d'être silencieuse.

## Distribution et statut

### Répartition et habitat
Elle vit en Afrique essentiellement au sud du Sahara.
Cette chouette très spécialisée - uniquement piscivore - affectionne les milieux qui peuvent lui fournir son alimentation composée essentiellement de poissons, grenouilles et autres invertébrés aquatiques. Elle peuple donc en priorité les habitats lacustres : îles, marais, lacs.
Elle est également très dépendante des arbres pour nicher, s'abriter et chasser. De ce fait on peut souvent l'observer au bord de la mer, dans les mangroves et les estuaires boisés.
En outre, elle a été vue jusqu'à 1 700 m dans quelques vieux massifs forestiers.

### Statut
Elle n'est pas menacée au niveau global dans son aire de répartition qui s'étend à une trentaine de pays, tous situés au sud du Sahara. Néanmoins ses populations pâtissent du morcellement des forêts qui les isole les unes des autres.
Par conséquent la chouette pêcheuse de Pel est localement rare, tandis qu'elle est plus commune sur d'autres sites: dans le bassin du Congo et au Botswana dans la grande zone humide de l'Okavango où nichent près de 100 couples, ou encore dans certaines régions d'Afrique du Sud où ont été comptés au total près de 500 couples.
La déforestation galopante constitue sans nul doute une menace pour cette espèce ; de même que la dégradation générale des cours d'eau, l'assèchement, ou encore la construction de barrages.
L'UICN la catégorise comme de préoccupation mineure (2021).

## Reproduction

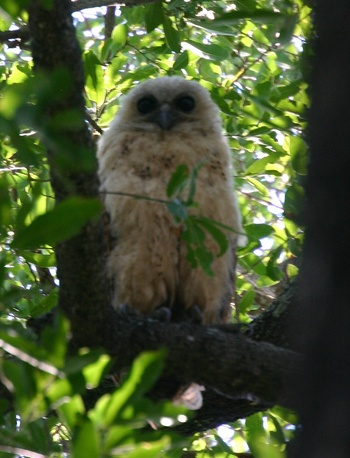
Jeune.

Elle ne fait habituellement pas de nid. Elle se sert de préférence d'une cavité naturelle, ou bien d'un nid abandonné par d'autres grands oiseaux.

## Philatélie
Elle est souvent représentée sur des timbres.